# Bedevilled
 Bedevilled és una pel·lícula estatunidenca dirigida per Mitchell Leisen i estrenada el 1955.

## Argument
Un cop ha tornat de la guerra de Corea, Gregory Fitzgerald, malgrat el seu caràcter impulsiu, es dedica al presbiterat. Vola a París amb un dels seus companys d'estudis, Tony Lugacetti, d'origen italià, per trobar-hi el Pare Du Rocher que ha d'agafar les regnes del seu ensenyament religiós. A bord de l'avió, coneixen Francesca, una dibuixant de moda. A l'arribada, els proposa conduir-los a casa del sacerdot, però els dos joves decideixen passar dos dies a l'hotel per reposar. El mateix vespre, mentre que Tony es recupera de les seves emocions del viatge, Gregory s'aventura als carrers de París. Agafant un taxi, entra en el mateix moment una dona que li demana que pari en una adreça que és justament en el seu camí. Durant el trajecte, li diu que el seu nom és Monica Johnson i ha estat testimoni d'un homicidi. Li comunica igualment que homes, a sou d'un cert Trevelle, l'empaiten...

## Temes i context
Els temes culpabilitat i penediment de Monica (Anne Baxter), i la compassió de Gregory (Steve Forrest, acompanyen aquesta carrera-persecució dramàtica en un París filmat en plans amplis («el gran Cinemascope» de l'època format 2.55:1) i inhabitual, fosc, sepulcral i religiós: els dos protagonistes, a l'aguait per diferents i pròxims empresonaments (la presó o la tomba per a ella, el presbiterat per a ell) corren de necròpolis (tomba de Napoleó Bonaparte a Els Invàlids) a esglésies, amb parades premonitòries en cel·les monàstiques. Però és al carrer on Monica trobarà la mort i expira apaivagada entre els braços de Gregory.

## Repartiment
- Anne Baxter: Monica Johnson
- Steve Forrest: Gregory Fitzgerald
- Simone Renant: Francesca
- Victor Francen: Pare Du Rocher
- Maurice Teynac: Trevelle
- Robert Christopher: Tony Lugacetti
- Joseph Tomelty: Pare Cunningham
- Raymond Bussières: el conserge
- Ina De la Haye: Mama Lugacetti
- Jacques Hilling: el taxista
- Olivera Hussenot: el director de l'Hotel Rémy
- Jean Ozenne: un sacerdot del seminari